# Hilda Pollak-Karlín

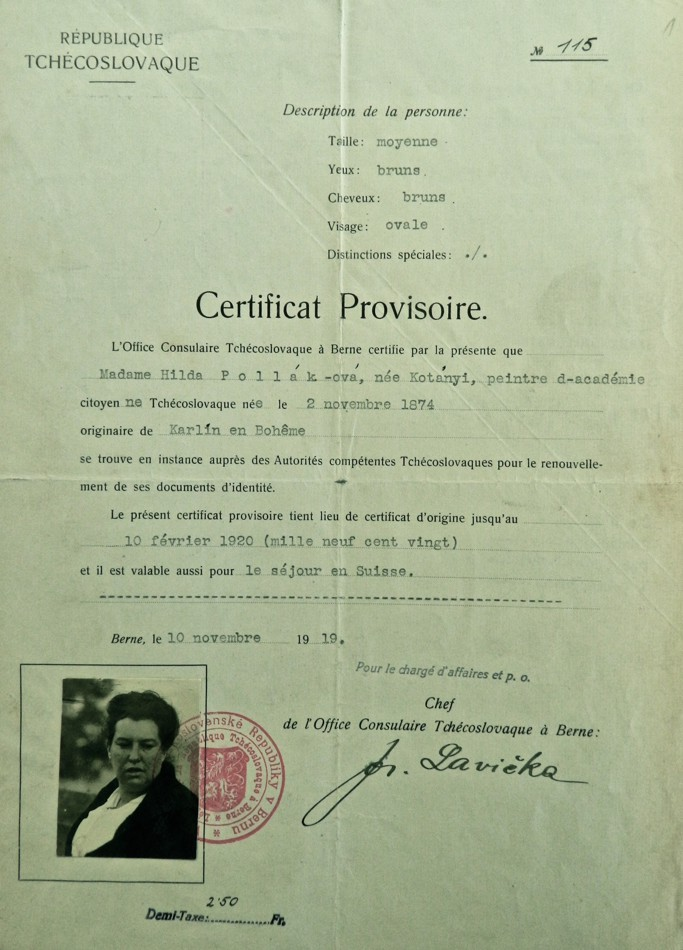
doklad identifikace Hildy Pollak jako čsl. státní občanky vydaný československým konzulátem v Bernu na období od 10. 11. 1919 do 10. 2. 1920

Hilda Pollak-Karlín, rozená Kotányi, křtěná Hildegarda (2. listopadu 1874 Vídeň – po 19. říjnu 1942 Treblinka ) byla česko-rakouská malířka židovského původu.

## Život
Hildegarda Pollak se narodila 2. listopadu 1874 ve Vídni v rodině Maxmiliána Kotányiho a jeho ženy Henrietty rozené Deutsch. Umělecké vzdělání patrně získala u profesorů Imre Révésze a Christiana Landenbergera. Po studiích byla činná převážně ve Vídni, kde se účastnila výstav "Genossenschaft der bildenden Künstler Wiens" ve vídeňském "Künstlerhausu" a obesílala výstavy "Hagenbundu". V této etapě její malířské tvorby převažovaly impresionisticky laděné žánry, ale rovněž vytvářela i realistické portréty. Své dílo bylo prodchnuté theosofií a Steinerovskou antroposofií. Své kompozice často zpracovávala i v textilních kreacích. Navrhovala především koberce a další interiérové textilie využívající hojně výšivky. Kromě vlastní práce zároveň vyučovala na škole kresby a malby pro ženy na "Kunstschule für Frauen und Mädchen", kterou také sama založila. V prosinci roku 1912 uzavřela ve Vídni sňatek s pražským malířem Richardem Pollakem, který si podle místa narození připojil ke svému příjmení přízvisko Karlín. Od této doby se zdržovala častěji v Praze.
V roce 1914 přesídlila do švýcarského Dornachu, kde se podílela na kreativním životě Steinerovy antroposofické kolonie. Založila zde například tradici malovaných programů a podílela se na výmalbě kupolí první dřevěné stavby Goetheana navržené Steinerem. Do Prahy se Hilda i s manželem vrátila počátkem roku 1920. Ze Steinerovou kolonií i nadále udržovali kontakt a ve 30. letech ještě v Dornachu společně s manželem vystavovali. V červenci roku 1942 odjeli manželé Pollakovi s transportem do Terezína a 19. října téhož roku byli Hilde a Richard deportováni do vyhlazovacího tábora v Treblince a tam byli zavražděni.

## Galerie

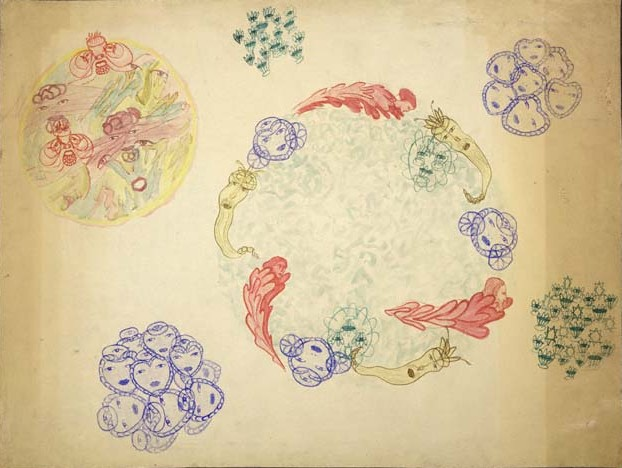
Hilda Pollak - Expressionen I, (kol. 1920)
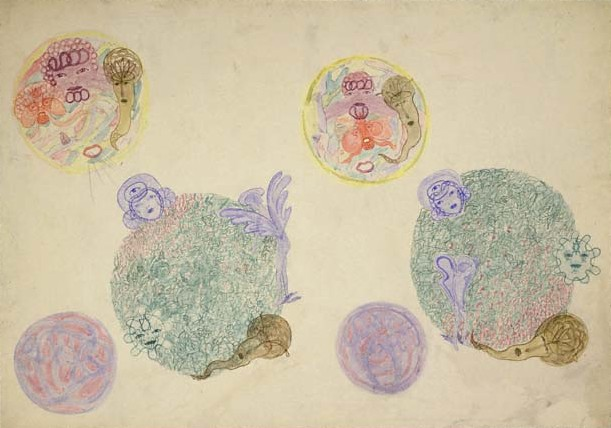
Hilda Pollak - Expressionen II, (kol. 1920)
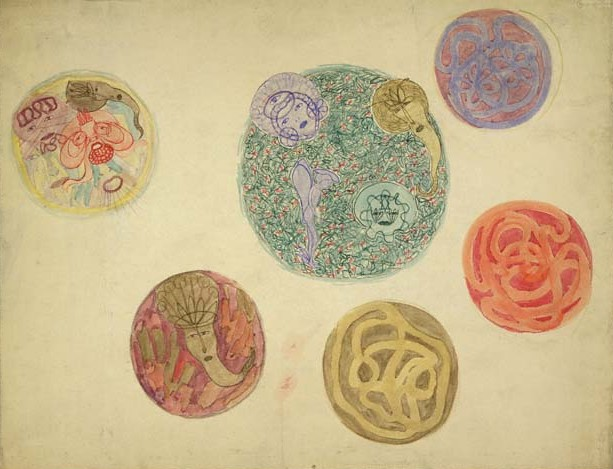
Hilda Pollak - Expressionen III, (kol. 1920)
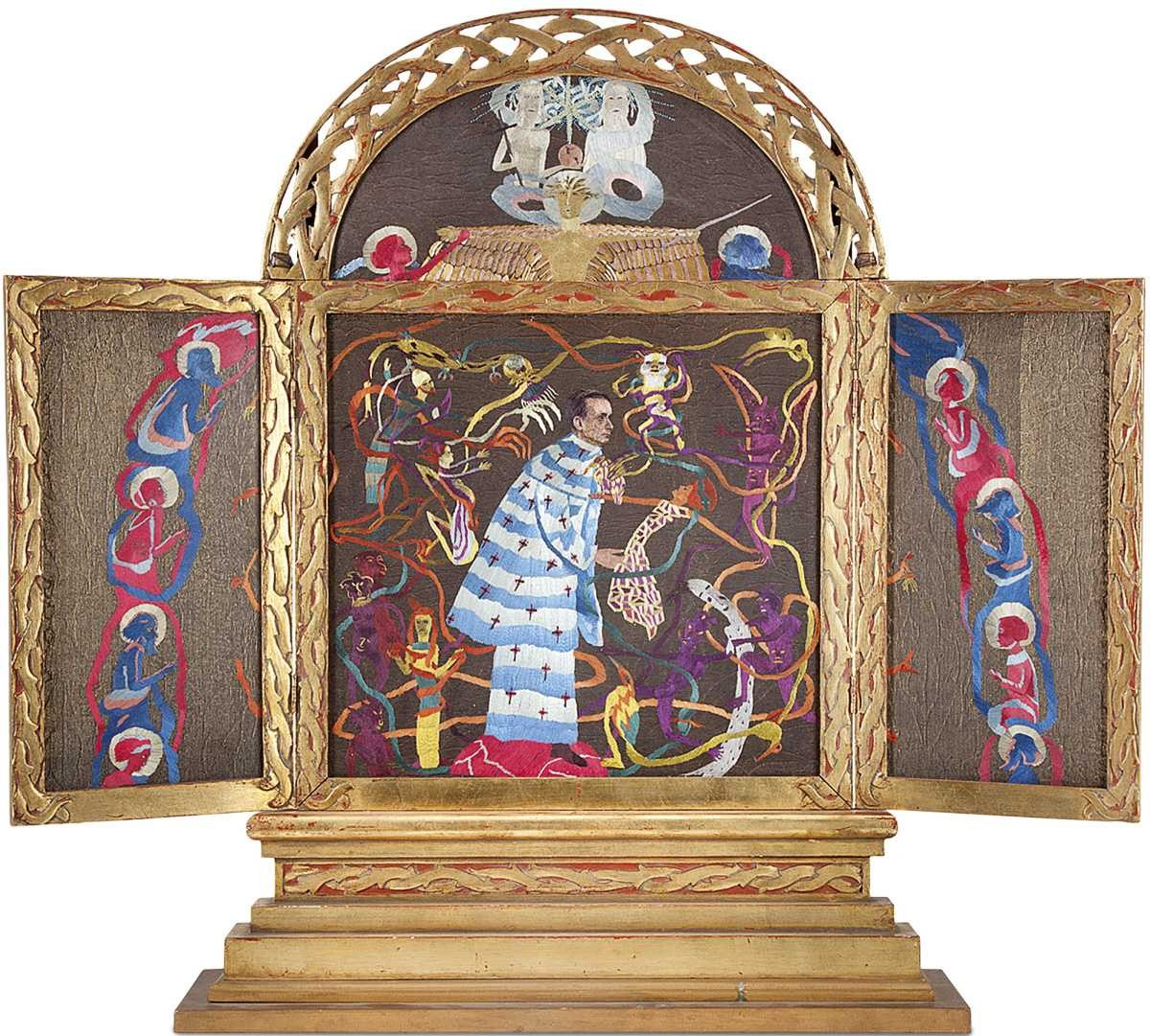
Hilde Pollak-Karlín – Oltář (1920)
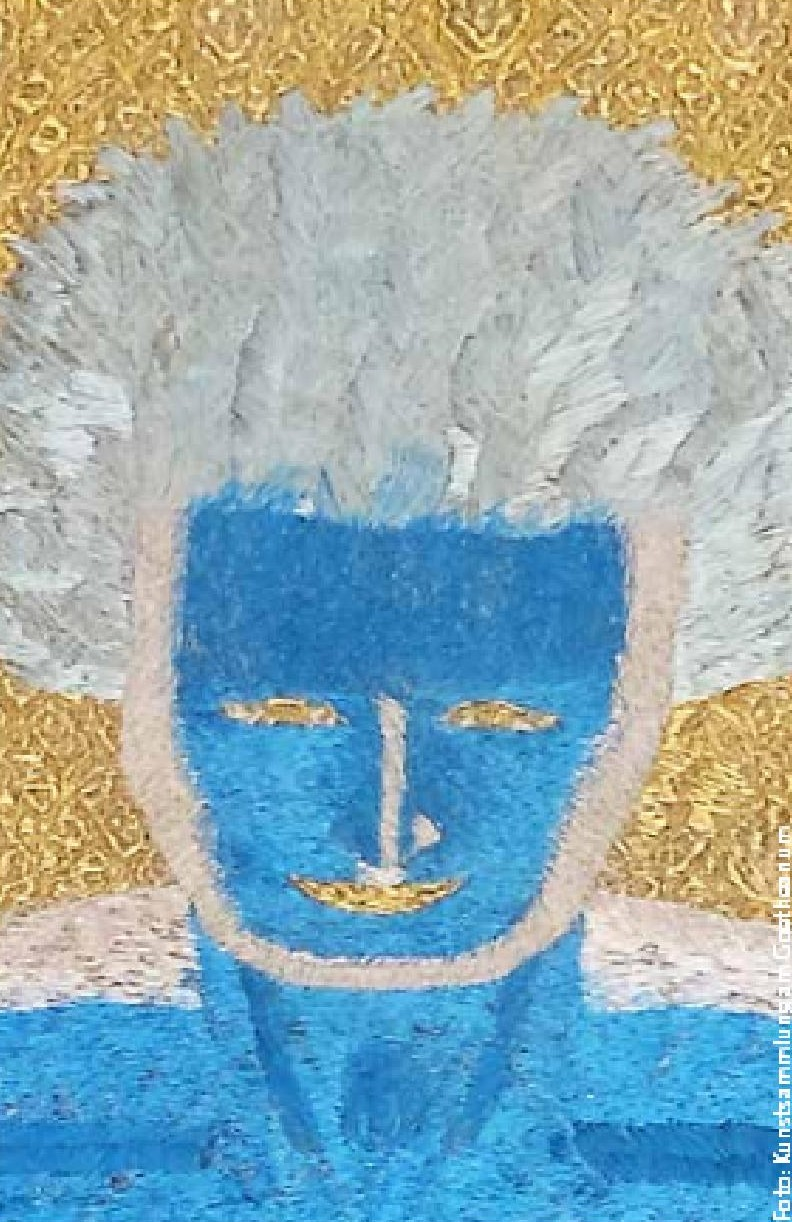
Hilda Pollak-Karlín - Detail výšivky